# Hercostomus stroblianus
Hercostomus stroblianus är en tvåvingeart som beskrevs av Becker 1917. Hercostomus stroblianus ingår i släktet Hercostomus och familjen styltflugor.
Artens utbredningsområde är Kongo. Inga underarter finns listade i Catalogue of Life.